# Zykloplegie
Mit Zykloplegie bezeichnet man die vollständige Lähmung des Musculus ciliaris, welche zu einer Ausschaltung der Akkommodationsfähigkeit des Auges führt. Sie kann Symptom einer Erkrankung sein, zum Beispiel bei Botulismus, nach einer Prellung des Auges (Contusio bulbi) oder bei einer Schädigung parasympathischer Nervenfasern des Nervus oculomotorius, sowie als pharmakologische Auswirkung zum Beispiel bei Vergiftungen auftreten. Darüber hinaus wird sie zur Vorbereitung für bestimmte augenärztliche Untersuchungen und zu speziellen therapeutischen Zwecken medikamentös mit sogenannten Zykloplegika aktiv herbeigeführt. Zykloplegika sind Medikamente, die zur Gruppe der Parasympatholytika gehören und durch Hemmung des Parasympathikus neben einer Akkommodationslähmung auch eine Vergrößerung der Pupille (Mydriasis) bewirken.

## Diagnostischer und therapeutischer Nutzen
In der Augenheilkunde wird die medikamentöse Auslösung einer Zykloplegie als Vorbereitung für eine objektive Refraktionsbestimmung, insbesondere bei Kindern und Jugendlichen, genutzt, um exakte – und nicht durch unwillkürliche Akkommodation des Patienten verfälschte – Messungen der optischen Verhältnisse zu erhalten. Gleichwohl gibt es Meinungen, die die Notwendigkeit einer Zykloplegie bei Refraktionsbestimmungen kritisch sehen.
Bei Kindern kann eine Zykloplegie im Rahmen einer Amblyopiebehandlung als Bestandteil einer sogenannten Penalisation von therapeutischem Nutzen sein. Als ein weiterer Behandlungsansatz kommt sie zudem in manchen Fällen von Akkommodationsspasmen als krampflösende Maßnahme in Frage, insbesondere bei Jugendlichen und Erwachsenen mit ausgeprägter, aber lange unkorrigierter Hyperopie.

## Beispiele
Zykloplegisch wirken die Cycloplegica, wie zum Beispiel Atropin (Belladonna), Tropicamid, Cyclopentolat und Scopolamin.